# Samazan
Samazan é uma comuna francesa na região administrativa da Nova Aquitânia, no departamento Lot-et-Garonne. Estende-se por uma área de 17,43 km². Em 2010 a comuna tinha 902 habitantes (densidade: 51,7 hab./km²).